# 摩崖三十三觀音 (郡山市)

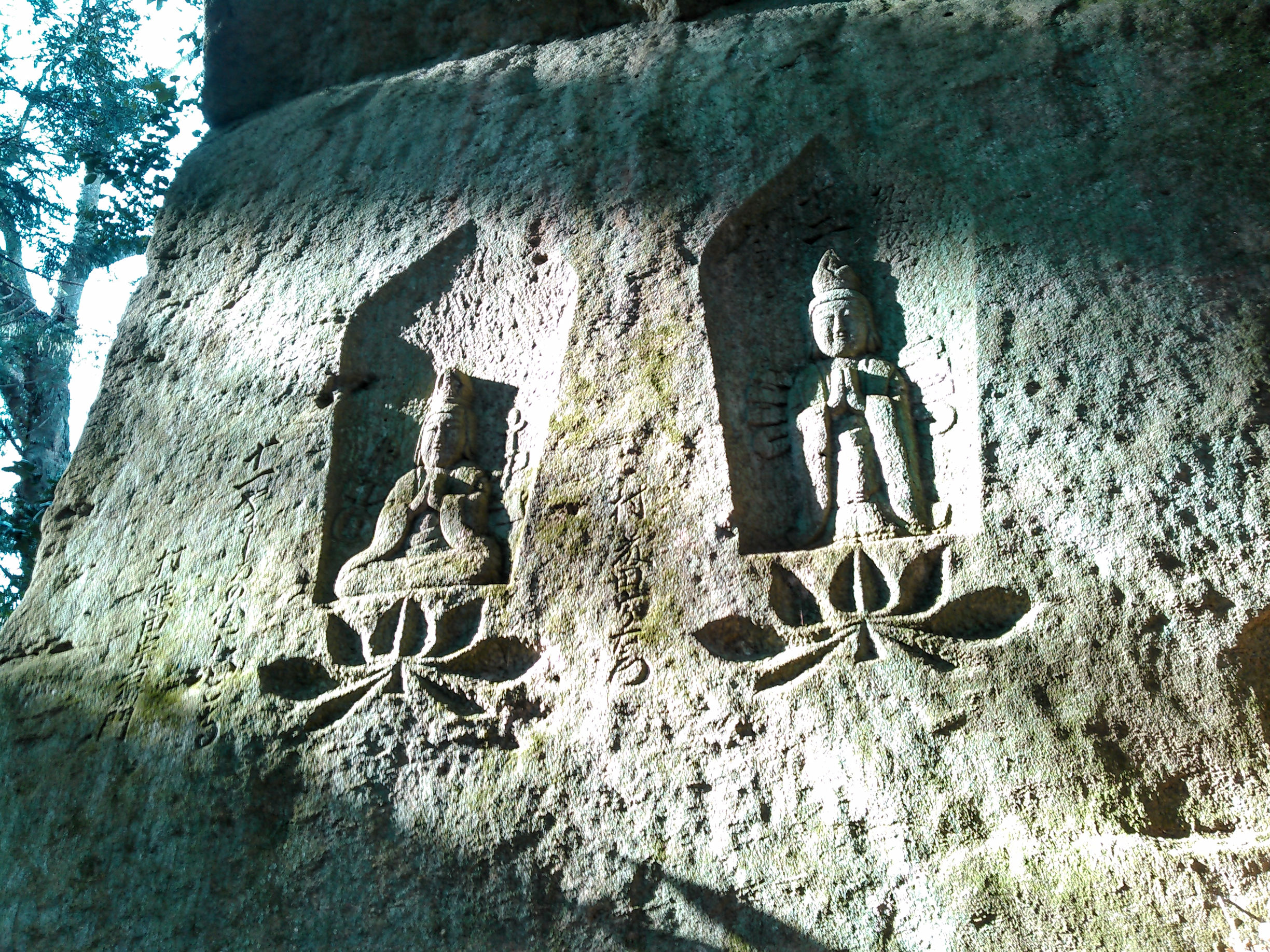
摩崖三十三觀音

摩崖三十三觀音（まがいさんじゅうさんかんのん）是在福岛县郡山市田村町大供的摩崖佛像群。也被稱大供摩崖三十三觀音。

## 概要
根據明治时代編纂的《田村鄉土史》，在1773年（安永2年）苦於惡性流行病痛苦的大供村庄屋熊田宗右衛門和藤田友右衛門以及藤田亦右衛門商量，為了村人的健康安全向死者祈禱冥福，因此沿著黑石川岩壁雕刻了西國三十三觀音。 全部共雕刻了33個觀音像。
此外，製作時當時的守山藩奉行六崎亟助也贊成同意而捐助了觀音，此后，奉行和村民在舊曆的每年3月17日 誕生了賞花宴的傳統，至今仍持續著。
顺便提一下，和同一田村町內的「ザク的摩崖三十三觀音」相比，雖然有雕刻西國三十三觀音這個共同點外，在場所、时代，雕刻方法等卻明显不同。
1968年（昭和四十三年），被指定為郡山市重要文化資產。 

## 脚注
1. ↑  大供磨崖三十三観音 | 遺跡データベース詳細情報表示[永久]
2. ↑  .   [2017-12-31]. （原始内容存档于2020-05-13）.
3. ↑  .   [2017-12-31]. （原始内容存档于2017-12-31）.
4. ↑  郡山市教育委員会 現地案内板 より
5. ↑  .   [2017-12-31]. （原始内容存档于2017-02-02）.

## 外部連結
- 麿崖三十三観音｜ウェルカムふくしま （页面存档备份，存于）